# Heßlingen (Wolfsburg)
Heßlingen ist ein Stadtteil von Wolfsburg, nahe der Stadtmitte. Im östlichen Teil befindet sich das Gewerbegebiet Ost.

## Geschichte

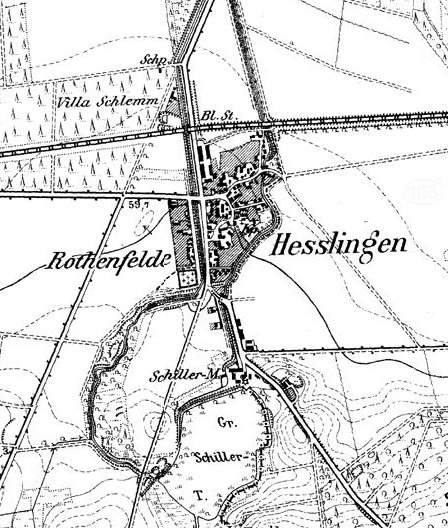
Heßlingen um 1900

Das Dorf wurde bereits 871 erstmals urkundlich als Hesslinghe erwähnt, in dem es eine Pfarrei gab, die zum Bistum Halberstadt gehörte. Später profitierte das Dorf wirtschaftlich vom Bau der Wolfsburg um 1300 und dem dazugehörigen Rittergut. Am 24. Juni 1372 kam es während des Lüneburger Erbfolgekriegs bei Heßlingen zu einer Feldschlacht, die unentschieden ausging.
Seit dem Jahr 1428 sind die Grenzen zwischen den lüneburgischen, braunschweigischen und magdeburgischen Territorien, was das spätere Wolfsburger Stadtgebiet anbelangt, nicht mehr wesentlich geändert worden, obwohl immer wieder feindselige Handlungen zwischen den Herzögen von Braunschweig, die mit ihrem Territorium die Exklaven Hehlingen und Heßlingen umschlossen. Im Jahre 1648, nach Beendigung des Dreißigjährigen Krieges durch den Westfälischen Frieden, fielen die Ansprüche auf die beiden magdeburgischen Exklaven, auch „Wolfsburger Ländchen“ genannt, an den Großen Kurfürsten Friedrich Wilhelm von Brandenburg. Die preußisch-braunschweigische Landesgrenze wurde auf Grund des Recesses vom 1749 festgelegt.
1900 wurde das dritte und letzte massive Schulgebäude erbaut, es wurde 1956 abgerissen. 1906 wurde bei Erdarbeiten im Dorf ein Massengrab von 72 Gefallenen entdeckt. Im Herzogtum Magdeburg gehörte Heßlingen als Exklave zum Holzkreis. Zuletzt hatte das Bauerndorf zwischen dem Hasselbach und dem Sandfeldgraben nahezu 100 Hofstellen. Im Jahr 1910 lebten 342 Einwohner in Heßlingen. 1925 wurde in Heßlingen die Heßlingen-Rothenfelder Spar- und Darlehnskassenverein eGmbH gegründet, aus der die Volksbank Wolfsburg entstand, die inzwischen in der Volksbank BRAWO aufging. 1928 kam der zuvor selbstständige Gutsbezirk Wolfsburg zur Gemeinde Heßlingen. 1932 kam Heßlingen zum Landkreis Gifhorn, zuvor gehörte es seit 1816 zum Landkreis Gardelegen.
Im Zuge der Gründung der Stadt des KdF-Wagens wurde die damalige Gemeinde Heßlingen zum 1. Juli 1938 aufgelöst und gemeinsam mit der kleinen Gemeinde Rothehof-Rothenfelde sowie weiteren Gebietsteilen umliegender Gemeinden zu dieser Stadt vereinigt. Zu dieser Zeit hatte Heßlingen etwa 475 Einwohner. Die Hofbesitzer wurden dazu gedrängt, ihren Grundbesitz an die Deutsche Arbeitsfront zu verkaufen, bis 1945 hatten dies alle Bauern getan. Sie blieben zunächst weiter als Pächter auf ihren Höfen, bis das Land für den Stadtaufbau benötigt wurde. Von 1938 bis 1951 fanden im Saal der Gaststätte Zum Brandenburger Adler katholische Gottesdienste statt. Ab 1939/40 wurde der Saal zu einer Notkirche ausgebaut, 1963 wurde das Gebäude abgerissen. Ebenfalls ab 1939/40 entstanden östlich der Bäckergasse Schulbaracken für die Schüler der Stadt des KdF-Wagens.
Seit 1945 gehört Heßlingen zur umbenannten Stadt Wolfsburg. Versuche ehemaliger Hofbesitzer, ab 1945 ihre Höfe zurückzuerwerben, blieben meist erfolglos. In den 1950er und frühen 1960er Jahren wichen viele Höfe den großzügigen Straßenbaumaßnahmen. Teile der alten Bausubstanz sind erhalten geblieben und wurden seit den 1980er Jahren denkmalgerecht saniert. 1951 eröffnete die Gaststätte Zur Linde im ehemaligen Schulgebäude von 1900; 1956 wurde sie geschlossen und das Gebäude abgerissen. Ab den 1950er Jahren entstand östlich des alten Dorfes das Gewerbegebiet Ost, unter anderem wurden dort das Tierheim (1994 nach Sülfeld umgezogen), ein Königreichssaal der Zeugen Jehovas und eine Obdachlosenunterkunft errichtet. 1957/58 wurde dort die heutige Feuerwache der Berufsfeuerwehr Wolfsburg erbaut, zuvor befand sie sich an der Fallerslebener Straße (heute Heinrich-Nordhoff-Straße). Daneben bezog 1959 die Wolfsburger Abfallwirtschaft und Straßenreinigung ihre Betriebsstätte. 1967 nahmen die Herrenkleiderwerke Odermark in ihrem neuerbauten Betriebsgebäude die Produktion auf, 1985 wurde in dem Gebäude das AutoMuseum eröffnet. Von 1971 bis 1973 wurde das Kreuzungsbauwerk nahe der St.-Annen-Kirche erbaut, zuvor befand sich dort ein Kreisverkehr. Von 1985 bis 1987 wurde das Amtsgericht erbaut, dafür wurden 1985 die letzten Häuser der Bäckergasse abgerissen. 1990 eröffnete das GALERIE THEATER, eine Kleinkunstbühne, in einer seit 1988 dafür umgebauten ehemaligen Fachwerkscheune. 1995 wurde die Gaststätte Scheune eröffnet, 2003 zog das zuvor an der Heinrich-Nordhoff-Straße ansässige Centro Italiano dort ein. 1996 wurde das atelier café in einem ehemaligen Schweinestall eröffnet. 2000 bezog die Wolfsburger Figurentheater Compagnie die Bollmohr-Scheune, zuvor war sie in Heiligendorf ansässig. 2007 wurde nördlich der Heßlinger Straße das Designer Outlets Wolfsburg eröffnet. 2008 wurden nördlich des Amtsgerichts vier Mehrfamilienhäuser erbaut. 2018 wurde das GALERIE THEATER zunächst wieder geschlossen, jedoch wurde es im selben Jahr als Bistro mit Bühne wieder neu eröffnet. Ebenfalls 2018 zog das Centro Italiano in die Goethestraße um.
Seit etwa Anfang des 21. Jahrhunderts wird für den alten Kern Heßlingens informell der Name Alt-Heßlingen verwendet, um das Gebiet auch begrifflich vom Rest Heßlingens, der hauptsächlich aus dem Gewerbegebiet Ost besteht, abzugrenzen.

### Bäckergasse

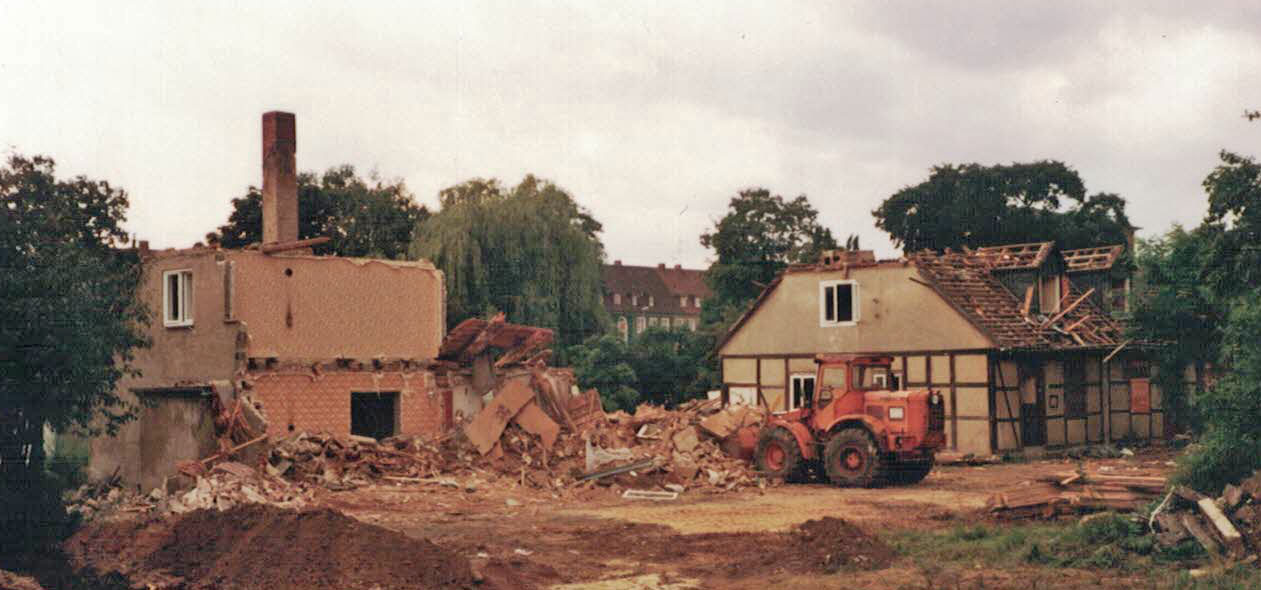
Bäckergasse, die letzten Häuser beim Abriss (1985)

1973/74 siedelte sich die frühere VW-Arbeiterin und SPD-Angehörige Ilse Schwipper mit ihren drei Kindern und einigen Jugendlichen in einem älteren Bauernhaus in der Bäckergasse an. Sie gründeten eine Kommune, die mit der terroristischen Gruppe Bewegung 2. Juni aus Berlin sympathisierte und in Kontakt stand. Später im Schmücker-Prozess wurde die Wolfsburger Kommune mit der Ermordung des Studenten Ulrich Schmücker in Berlin in Verbindung gebracht. 1985 wurden die letzten Häuser der Bäckergasse zugunsten des Amtsgerichts-Neubaus abgerissen. 2007 wurden Planungen der Stadtverwaltung bekannt, die Straßenbezeichnung Bäckergasse wegen Inaktualität entfallen zu lassen.

### Einwohnerentwicklung
| Jahr      | 1840 | 1885 | 1892 | 1925 | 1936 |
| --------- | ---- | ---- | ---- | ---- | ---- |
| Einwohner | 189  | 281  | 288  | 431  | 453  |

## Politik
Heßlingen bildet gemeinsam mit den benachbarten Stadtteilen Hellwinkel, Köhlerberg, Rothenfelde, Schillerteich, Stadtmitte, Steimker Gärten und Steimker Berg die Ortschaft Stadtmitte, die durch einen Ortsrat vertreten wird. Ortsbürgermeister ist Erich Schubert (SPD).

## Religionen
In Heßlingen befindet sich die St.-Annen-Kirche (siehe Sehenswürdigkeiten), die heute zur Evangelisch-lutherischen Stadtkirchengemeinde Wolfsburg gehört. Regelmäßige Gottesdienste finden heute nicht mehr in der St.-Annen-Kirche, sondern im zugehörigen Gemeindehaus im Stadtteil Hellwinkel statt.
Ab 1938 nutzte ein italienischer Priester, der mit Arbeitern aus Italien in die Stadt des Kdf-Wagens gekommen war, den Saal der Gaststätte Zum Brandenburger Adler für katholische Gottesdienste. Im Laufe der folgenden Jahre wurde dieser Saal zu einer Notkirche ausgebaut, und 1946 neben der Notkirche ein Glockenturm errichtet. Von 1940 an wurde dieser Saal auch von der deutschen Kuratie Stadt des Kdf-Wagens für Gottesdienste genutzt. 1951 fand der letzte Gottesdienst in der Notkirche statt, mit einer Prozession zur neu erbauten Wolfsburger St.-Christophorus-Kirche, zu deren Pfarrgebiet Heßlingen heute gehört. 1963 wurden die Gaststätte und der Saal abgerissen, seit 1989 erinnert an dieser Stelle ein Denkmal an die ehemalige Notkirche.
Die Zeugen Jehovas sind mit einem in den 1950er Jahren erbauten Königreichssaal im Gewerbegebiet Ost vertreten.

## Sehenswürdigkeiten

### Bauten

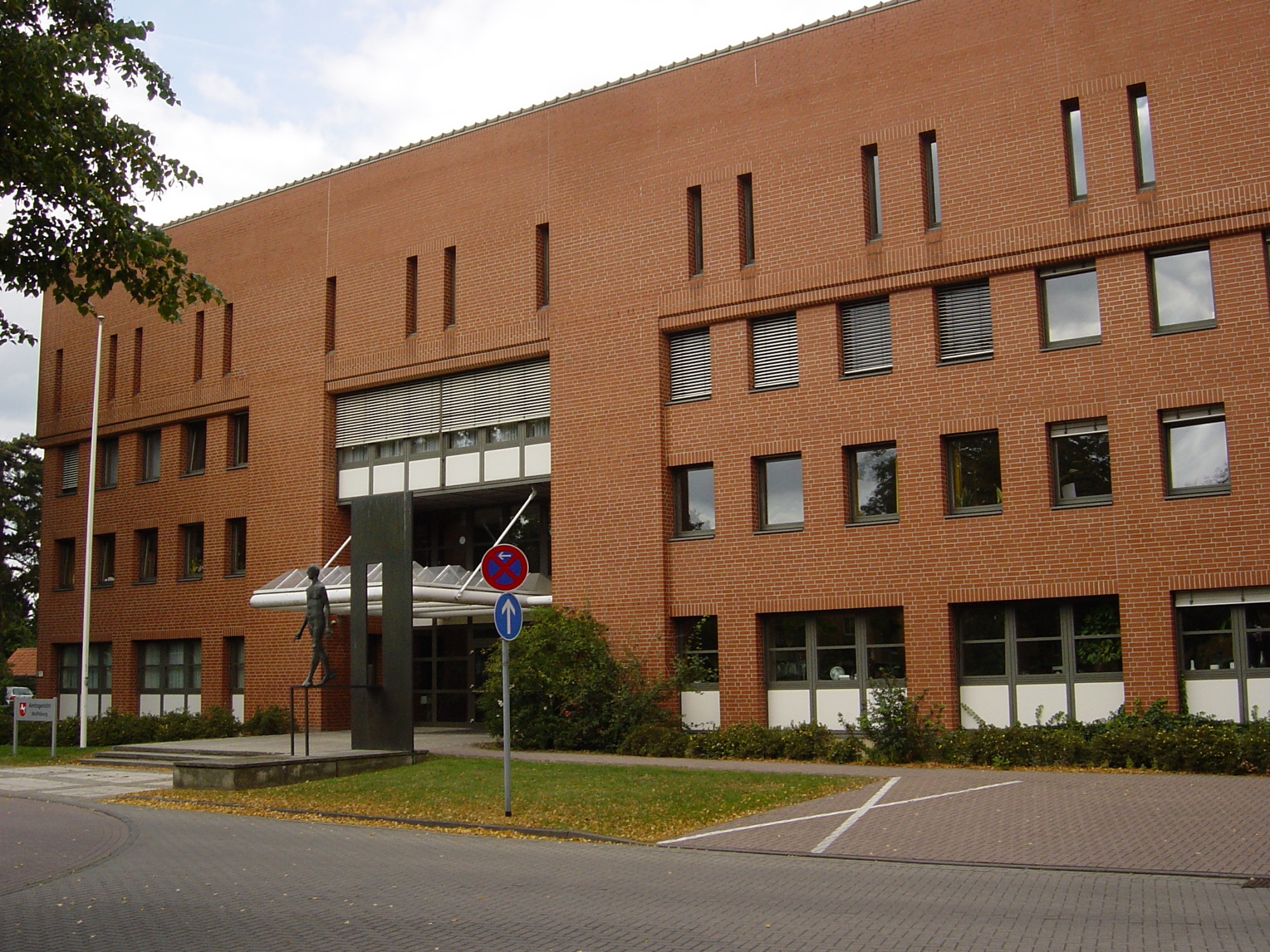
Amtsgericht Wolfsburg mit Skulptur Menschenrechte

- ehemalige Fachwerkscheune, von 1990 bis 2018 als Galerie Theater (Kleinkunstbühne) genutzt
- Bollmohr-Scheune (Wolfsburger Figurentheater Compagnie, 1990 gegründet, seit 2000 in der Bollmohr-Scheune ansässig)
- atelier café und Hotel einschlaf in einem ehemaligen Bauernhof von 1885[12]
- ehemalige Fachwerkscheune, Am Hasselbach 1–2 (Gaststätte Scheune, 2003–2018 Centro Italiano, 2019–2023 Gaststätte Taparazzi, seit 2023 Gaststätte Tapas & Wine)
- Hirtenhausgalerie Hermann Kracht im ehemaligen Hirtenhaus, dem nach der St.-Annen-Kirche zweitältesten erhaltenen Gebäude in Heßlingen (vermutlich aus dem 17. Jahrhundert)
- ehemaliges Haus des Handwerks (1906 als Wohnhaus erbaut, bis 2005 Geschäftsstelle der Kreishandwerkerschaft Wolfsburg)
- Modell der Ortschaft Heßlingen in der ehemaligen Gaststätte des Centro Italiano. Es zeigt den Zustand von Heßlingen im Jahr 1899.
- AutoMuseum Volkswagen im Gewerbegebiet Ost
- Amtsgericht Wolfsburg
- Billen-Pavillon

### Kunst im Stadtbild
- Menschenrechte (1988) von Karl Ulrich Nuss (Weinstadt) – Amtsgericht
- Handwerksbrunnen, Geschenk der Kreishandwerkerschaft an die Stadt Wolfsburg anlässlich des 50-jährigen Stadtjubiläums (1988)
- Stele kath. Notkirche 1940-1951 (1989) von Joseph Krautwald (Rheine)

### Kirchen

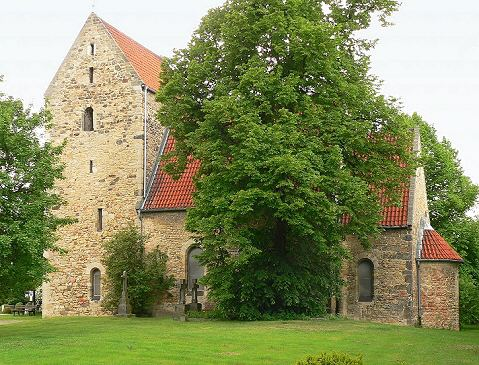
St.-Annen-Kirche

- St.-Annen-Kirche (1250) – evangelisch-lutherisch
Die älteste Wolfsburger Kirche im romanischen Baustil und das älteste Gebäude der Stadt. Die wuchtigen Außenwände aus Bruchsteinmauerwerk lassen auf eine frühere Wehrkirche schließen. Eine der beiden Glocken wurde um 1250 gegossen und ist damit eine der ältesten in Niedersachsen.
- Königreichssaal der Zeugen Jehovas, Versammlung Wolfsburg Ost, an der Daimlerstraße